# Rubus tubanticus
Rubus tubanticus är en rosväxtart som beskrevs av Abraham van de Beek. Rubus tubanticus ingår i släktet rubusar, och familjen rosväxter. Inga underarter finns listade i Catalogue of Life.